# Chocó
Chocó je okrajový region Kolumbie a to jak zeměpisně, tak hospodářsky. Je jediným kolumbijským departementem, který hraničí s Panamou a dotýká se jak pacifického, tak karibského pobřeží. Hlavní město je Quibdó.

## Geografie
Chocó hraničí s departementy Antioquia, Risaralda a Valle del Cauca. Department se dělí na 30 obcí. Nejvyšší nadmořské výšky dosahuje v jihovýchodní části území v Západních Kordillerách (Cordillera Occidental).
Na východě a jihovýchodě regionu se nachází část pohoří Západní Kordillery se Serranía de los Paraguas, na severu na hranicích s Panamou Serranía del Darién, na severozápadě Serranía de los Saltos a Serranía del Baudó.
Významné zdejší řeky jsou Atrato a San Juan. Atrato odvodňuje centrální a severní část území do Karibského moře, ústí říční deltou do zálivu Urabá v Dariénském zálivu. San Juan odvodňuje jižní část území do Tichého oceánu, kde končí rozlehlou říční deltou.

### Podnebí
Zdejší podnebí se vyznačuje extrémními srážkovými úhrny, protože intertropická zóna konvergence zde naráží na hřebeny And – hlavní město Quibdó je s více než 8 000 mm srážek ročně nejvlhčím městem srovnatelné velikosti na světě.

### Chráněná území
Některé části území departmentu jsou chráněny v národním parku Tatamá, Utría a Los Katíos.

## Hospodářství
Ekonomika regionu je založená na těžbě nerostných surovin a dřeva, rybolovu a zemědělství.

## Obyvatelstvo
Region Chocó je osídlen převážně z 82 % Kolumbijci afrického původu, kteří jsou potomky Afričanů zotročených Španělským impériem. Druhou nejpočetnější rasovou či etnickou skupinou jsou Emberové (necelých 13 % populace), kteří tvoří většinu kolumbijského domorodého obyvatelstva. Zbylých 5 % populace tvoří běloši a mesticové.
V roce 2005 dosahovala populace regionu necelého půl milionu obyvatel, z nichž více než polovina žila v údolí kolem města Quibdó.